# Cremona Circuit
Het Cremona Circuit "Angelo Bergamonti" is een permanent circuit nabij de Italiaanse stad San Martino del Lago.

## Geschiedenis
In maart 2011 werd begonnen met de bouw van het circuit, dat op 7 juli 2011 officieel geopend werd. Tot 2015 droeg het circuit de naam Circuito di San Martino del Lago. Oorspronkelijk had het een lengte van 3,450 kilometer. Tussen januari en april 2021 vonden werkzaamheden plaats, waardoor het circuit verlengd werd naar 3,702 kilometer. Deze layout was gebaseerd op een ontwerp van de Italiaanse ontwerper Jarno Zaffelli. In 2024 werd er een nieuwe asfaltlaag op het circuit gelegd en kwam er een nieuwe tribune. Tevens werd de omloop opnieuw iets verlengd naar 3,768 kilometer.

## Circuit

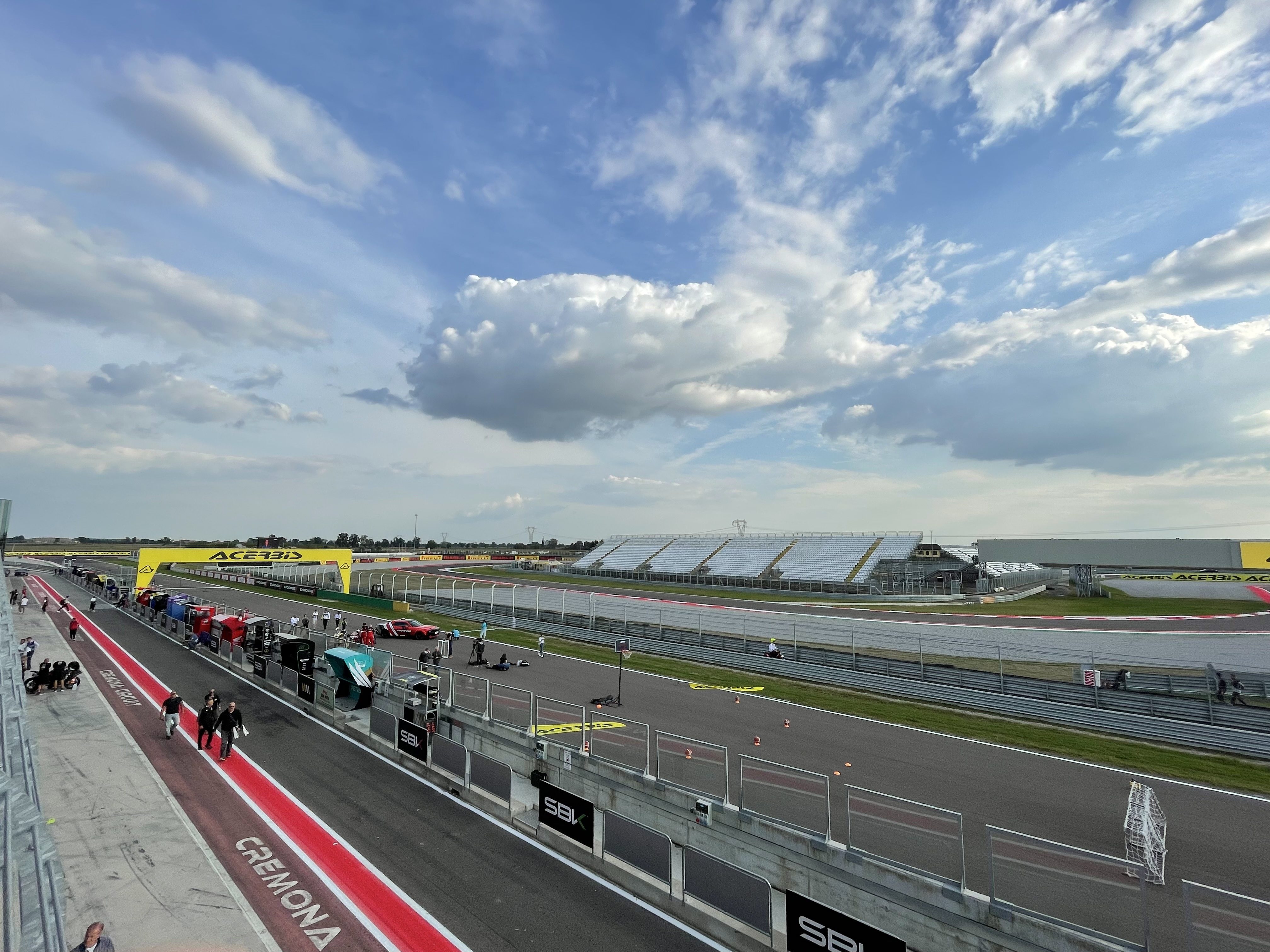
De finishlijn van het Cremona Circuit.

Het circuit bestaat uit 13 bochten, zeven naar links en zes naar rechts en loopt tegen de klok in. Het complex is vernoemd naar Angelo Bergamonti, een motorcoureur die in de buurt van de locatie van het circuit opgroeide die in 1970 tweemaal een Grand Prix won. Naast het circuit ligt ook een kartbaan.

## Evenementen
Het circuit werd voornamelijk voor Italiaanse races gebruikt. In 2021 en 2022 was het gastheer van het Alpe Adria International Motorcycle Championship. Op 26 oktober 2023 werd aangekondigd dat er vanaf 2024 vijf jaar lang races in het kader van het wereldkampioenschap superbike, het wereldkampioenschap Supersport en het FIM Women's Circuit Racing World Championship verreden zouden worden.